# Сафроновка (Томская область)
Сафро́новка — деревня в Кожевниковском районе Томской области, Россия. Входит в состав Новопокровского сельского поселения.

## География
Село находится чуть в стороне от трассы Кожевниково—Мельниково, возле самой административной границы с Шегарским районом. С юго-востока Сафроновку огибает болото Аркадьевское, восточнее расположен исток безымянной речки, впадающей затем в Усковку.

## История
Основана в 1851 г. В 1926 году село Ново-Троицкое состояло из 166 хозяйств, основное население — русские. Центр Ново-Троицкого сельсовета Богородского района Томского округа Сибирского края.

## Население
| 1926 | 2002 | 2010 | 2012 | 2013 | 2014 | 2015 |
| ---- | ---- | ---- | ---- | ---- | ---- | ---- |
| 1024 | ↘296 | ↘260 | ↘258 | ↘255 | ↘251 | ↘227 |
| 2021 |      |      |      |      |      |      |
| ↘191 |      |      |      |      |      |      |

## Социальная сфера и экономика
В селе работают фельдшерско-акушерский пункт и дом культуры.
Основу местной экономической жизни составляют сельское хозяйство и розничная торговля.